# Ireneusz Kubiaczyk
Ireneusz Kubiaczyk (ur. 16 października 1946 w Sokolnikach Wielkich) – polski matematyk, profesor nauk matematycznych. Specjalizuje się w analizie matematycznej oraz równaniach różniczkowych i całkowych. Profesor zwyczajny na Wydziale Matematyki i Informatyki Uniwersytetu im. Adama Mickiewicza w Poznaniu. Współzałożyciel, rektor (2005–2007) i profesor Wielkopolskiej Wyższej Szkoły Społeczno-Ekonomicznej w Środzie Wielkopolskiej.

## Życiorys
Urodził się i dorastał w Sokolnikach Wielkich, gdzie w 1958 wstąpił do ZHP. Następnie uczęszczał do Liceum Pedagogicznego w Rogoźnie Wielkopolskim (1960-1965). Studia z matematyki ukończył na poznańskim UAM w 1970, gdzie następnie został zatrudniony i zdobywał kolejne awanse akademickie. Stopień doktorski uzyskał w 1977 na podstawie pracy pt. Uogólnione równania różniczkowe i twierdzenia o punkcie stałym. Habilitował się w 1987 na podstawie dorobku naukowego i rozprawy pt. Istnienie i własności rozwiązań równań różniczkowych w przestrzeni Banacha. Tytuł naukowy profesora nauk matematycznych został mu nadany w 2002. Pracuje jako profesor zwyczajny w Zakładzie Równań Różniczkowych WMiI UAM, którego jest kierownikiem od 1991. Na macierzystym wydziale pełnił funkcję wicedyrektora Instytutu Matematyki (1987–1991). 
Członek Polskiego Towarzystwa Matematycznego oraz Amerykańskiego Towarzystwa Matematycznego. Ponadto jest członkiem komitetu redakcyjnego czasopisma „Discussiones Mathematicae” oraz redakcji czasopism wydawanych przez średzką WWSSE: „Próby i Szkice Humanistyczne” oraz „Studies of economic and social processes”. W pracy badawczej zajmuje się takimi zagadnieniami jak: analiza matematyczna, równania różniczkowe, różnicowe i całkowe, równania na skali czasowej, teoria punktu stałego oraz zastosowania matematyki w ekonomii.
Współautor (wraz z: M. Cichoniem, A. Sikorską, A. Waszak) podręcznika pt. Elementy matematyki dla informatyków (UAM Poznań 1999)
Artykuły publikował w takich czasopismach jak m.in. „Annales Polonici Mathematici”, „Southeast Asian Bulletin of Mathematics”, „Demonstratio Mathematica” oraz „Nonlinear Analysis, Theory, Method and Applications”.

## Aktywność pozanaukowa
W latach 1964–1971 pełnił funkcję instruktora ZHP. W okresie 1974–1995 należał kolejno do PZPR, SdRP oraz SLD. Od 1997 jest działaczem średzkiego samorządu miejskiego. Od 1998 do 2004 pełnił funkcję przewodniczącego rady miejskiej w Środzie Wlkp. W 2002 był współzałożycielem Fundacji Edukacja w Środzie Wlkp., która w 2005 powołała do życia Wielkopolską Wyższą Szkołę Społeczno–Ekonomiczną w Środzie Wielkopolskiej. W latach 2005–2007 pełnił funkcję rektora tej uczelni, zaś od 2007 jest jej prorektorem. 
W 2004 został odznaczony Medalem Komisji Edukacji Narodowej.